# Siva gos
Siva gos (znanstveno ime Anser anser) je velika družabna široko razširjena ptica iz družine plovcev (Anatidae), ki jo je človek v preteklosti udomačil in iz nje vzredil številne pasme sodobne domače gosi, pogosto gojene za pridobivanje mesa, perja in jajc.

## Taksonomija
Sivo gos je prvi znanstveno opisal leta 1758 švedski naravoslovec Carl Linnaeus v deseti izdaji njegovega dela Systema naturae. Uvrstil jo je med race v rod Anas in ji dal dvočlensko ime Anas anser. Vrstni pridevek v latinščini pomeni »gos«. Danes je siva gos ena od enajstih vrst gosi uvrščenih v rod Anser, ki ga je leta 1860 vpeljal francoski naravoslovec Mathurin Jacques Brisson. Je tipska vrsta tega rodu.
Priznani sta dve podvrsti: 
- A. a. anser, zahodna siva gos, ki gnezdi na Islandiji ter v severni in srednji Evropi in
- A. a. rubrirostris,vzhodna siva gos, ki gnezdi v Romuniji, Turčiji in Rusiji vzhodno do severovzhodne Kitajske.[7]

Ti dve podvrsti se intergradirata (prehod med eno in drugo podvrsto ni oster, ampak postopen) na območjih, kjer se njuna življenjska prostora stikata. Siva gos se včasih križa tudi z drugimi vrstami gosi, kot sta belolična gos (Branta leucopsis) in kanadska gos (Branta canadensis), včasih pa tudi z labodom grbcem (Cygnus olor).
Siva gos je bila ena prvih udomačenih živali - udomačili so jo pred najmanj 3000 leti v Starem Egiptu. Udomačene ptice včasih označujejo kot "A. a. domesticus", čeprav to ni uradno priznana podvrsta. Ker je domača gos izvira iz sive gosi, se lahko med seboj parita, njihovi potomci pa imajo značilnosti obeh, divje in domače oblike.
Domače gosi od sive gosi, ločimo po večjem, težjem (tudi do 10 kg v primerjavi z 4,1 kg pri divji gosi) in bolj čokatem telesu s širokim vratom, pokončni drži (siva gos ima vodoravno) in obilnim zadnjim delom. Pogosto belo operjene domače gosi so veliko bolj mesnate kot divji ptiči in se jih pretežno uporablja za pridobivanje mesa.

## Značilnosti
Siva gos je enotno sivorjavo operjena ptica s progastim trebuhom in svetlim zgornjim delom peruti, kjer je med samim letom še posebej dobro vidno srebrnkasto polje ("perutka"). Mladi ptiči so nekoliko temnejšega odtenka. Ima močan kljun, ki je pri vzhodni sivi gosi kožnate do rožnate barve, medtem ko je kljun zahodne podvrste oranžnorumen. Navadno doseže od 76 do 89 cm dolžine, njen razpon peruti pa meri 147 do 180 cm. Samica je nekoliko manjša.
Sivi gosi je podobna ptica severa, njivska gos (Anser fabalis), ki jo je moč ločiti po črnem korenu kljuna. Nasploh velja, da se med seboj zelo podobne gosi ločuje po barvi kljuna, nog in klicu, saj je operjenost pri mnogih vrstah podobna.
Vrsta se prehranjujejo z rastlinjem, vse od trav in zeli do vodnih rastlin. Oglaša se s karakterističnim nosljatim "ga-gang-gang" in v letu z nekoliko podaljšanim klicem "aahng-ong-ong".

## Gnezditev
Ptica je na mnogih področjih celoletna vrsta, ponekod pa selivka, ki se seli na krajše razdalje. Z gnezditvijo par prične že ob koncu zime, to obdobje pa traja nekje do julija. Edino leglo v letu se pogosto izvali v mesecu aprilu in sestoji iz 4 do 6 velikih belih jajc. Pri vzgoji mladičev begavcev samici, ki je jajca valila sama, pomaga tudi samec – gosak. Mladiči so sposobni letenja po desetih tednih, a še nekaj časa ostanejo z družino.

## Habitat in razširjenost
Sivo gos je moč najti v različnih habitatih, kamor spadajo predvsem raznovrstna vodna telesa, ob katerih pogosto gnezdi, in parki. Pozimi te ptice zaidejo tudi na mokre travnike in polja.
Ta ptičja vrsta ima široko območje razširjenosti, ki zajema skoraj vso Evropo, z viškom poseljenosti v severni in vzhodni Evropi, in velik del Azije. Kot tujerodna vrsta se siva gos pojavlja tudi v Avstraliji. Zaradi raznih zaščitnih ukrepov in umetnega naseljevanja se je populacija divjih gosi v zadnjih letih precej povečala.

## Galerija
- Siva gos prebiva ob raznih vodnih telesih.
- Med letom je dobro vidna srebrnosiva "perutka".
- Jata sivih gosi med vzletom.
- Jajca sive gosi so velika in bela.
- Samica z mladimi.
- Siva gos je eden izmed dveh zarodnikov domače gosi (na sliki).